# Pamphobeteus ultramarinus
Pamphobeteus ultramarinus é uma espécie de aranha pertencente à família Theraphosidae (tarântulas).